# Megadimension Neptunia VII
Megadimension Neptunia VII (新次元ゲイムネプテューヌVII?, Shin jigen geimu neputyūnu VII) è un videogioco di ruolo del 2015, quarto capitolo principale della serie Hyperdimension Neptunia e settimo compresi gli spin-off.
Sequel diretto di Hyperdimension Neptunia Victory (il VII nel titolo può infatti essere letto come abbreviazione di Victory II), è composto da tre sotto-giochi: Zerodimension Neptunia Z, Hyperdimension Neptunia G e Heartdimension Neptunia H.